# 新建築家技術者集団
新建築家技術者集団（しんけんちくかぎじゅつしゃしゅうだん）とは、1970年に結成された建築活動従事者の運動団体。通称は「新建」。 
1960年に関西を中心に結成された「新建築家集団」と1963年に東京で生まれた「（仮称）建築家集団」が発展して、1969年に関東で結成された「新建築技術者集団」や、その他全国各地の建築運動団体が合同して結成された。都道府県ごとに支部を持ち、発足時13支部、現在は、25支部がある。 

## 概要
本部事務所は東京にある。役員は、全員非常勤で、代表幹事、常任幹事、幹事が大会で選出されている。2022年現在の代表幹事は、乾康代、片方信也、垂水英司、中島明子、藤本昌也、本多昭一、山本厚生の7人。過去には平松義彦、西山夘三、上林博雄や武基雄、海老原一郎、黒崎羊二などが代表幹事を務めた。
代表幹事のほかに幹事会と事務局を有して運営。
会には、建築とまちづくりに携わるあらゆる人々が、個人単位で各自が対等の立場で参加し、基本スタンスは建築に関する事項について住む人、建築を使う人の立場に立って運動し、現代の建築および「まちづくり」を、よりよい方向に変える事、そして建築技術者の要求の実現のための活動を展開している。
建築運動団体としては過去はもとより現在においてまで最大の会員数を擁して活動している団体である。
会員は設計事務所の所員や所長、建設会社の社員、官庁の建築技術者、大学の研究者などのほか、 弁護士、医療福祉の仕事をしている者など様々である。各人がそれぞれの職場で、定められた綱領、憲章によって仕事に従事することを活動基本としている。
月刊誌『建築とまちづくり』を発行しているほか、
各支部毎にそれぞれ会誌やニュースを発行している。また、広く一般市民からの建築相談にも応じるなどの活動がなされている。「全国研究集会」や「建築とまちづくりセミナー」、「新建学校」などを開催している。ほかに、各支部主催のセミナーや講演会・研究会・見学会などが行われている。
また、夏には、建築とまちづくりのセミナーなどを開催し、各地の課題への取り組みと実践の交流、さらに各地支部ごとに技術講習会や研究会、経験交流など数々の会合等を開催している。支部間の経験交流や検討の場などとして、秋の全国研究集会や新建学校といった全国研修会、全国大会などが毎年開催している。そのほか、建築とまちづくり相談や欠陥建築相談などの相談会や、まちづくり施設づくり提言活動、住民運動との連携、協力なども行っている。

## 新建築家技術者集団 憲章
団体として「綱領」と「規約」を持つほか、2001年11月の第23回大会において、「新建築家技術者集団 憲章」が定められた。
結成の目標及び運動の基本方針は、6項目の「憲章」としてまとめられた。 
新建築家技術者集団　憲章
　⇒建築とまちづくりにたずさわる私たちは、国土を荒廃から守り、かつ環境破壊を許さず、人びとのねがう豊かな生活環境と高い文化を創造する目的をもつ。 
　⇒私たちはこのことを認識し、行動するための目標をかかげ、ここに憲章を定める。 
　　1.　建築とまちづくりを、社会とのつながりの中でとらえよう。 
　　2.　地域に根ざした建築とまちづくりを、住む人使う人と協同してすすめよう。 
　　3.　建築とまちづくりの優れた伝統を継承し、理論や技術の発展と創造につとめよう。 
　　4.　人びとに支持される建築とまちづくりの活動をすすめ、専門性を確立しよう。 
　　5.　建築とまちづくりに関連する国内外の広い分野の人びととの交流をはかり、連帯を強めよう。 
　　6.　建築とまちづくり、生活と文化、自由のために平和を守ろう。 